# Stazione di Lamezia Terme-Nicastro
Stazione di Lamezia Terme-Nicastro vasútállomás Olaszországban, Calabria régióban, Lamezia Terme településen.

## Vasútvonalak
Az állomást az alábbi vasútvonalak érintik:
- Lamezia Terme-Catanzaro Lido-vasútvonal

## Kapcsolódó állomások
A vasútállomáshoz az alábbi állomások vannak a legközelebb:
- Stazione di Lamezia Terme Sambiase
- Stazione di Marcellinara